# 萬安 (正統進士)
萬安（1419年—1489年），字循吉，四川眉州人。明朝政治人物，正統戊辰進士，選庶吉士，在翰苑多年。成化年間累官至吏部尚書、華蓋殿大學士，為內閣首輔，弘治初年去職。諡文康。

## 生平
史称其長身魁顔，眉目如刻畫，外寬而深中。

### 入仕
正統十二年（1447年）丁卯科四川鄉試解元，正統十三年（1448年）戊辰科第二甲第一名傳臚。選翰林院庶吉士。十四年（1449年），授編修。景泰三年（1452年），遷左春坊司直郎。 七年（1456年），升右春坊右中允。 天順元年（1457年），改尚寶司司丞。 二年（1458年），改翰林院侍講。 三年（1459年），以侍講充應天府鄉試考官。 八年（1464年），擢翰林院學士。成化元年（1465年），以翰林學士充《英宗實錄》纂修官。二年（1466年），以翰林學士充會試考官，仍任纂修官。三年（1467年），擢詹事府少詹事，仍任纂修官。升授禮部左侍郎。

### 入閣
成化五年（1469年），以禮部左侍郎兼任翰林院學士，入內閣參機務。與同年生詹事李泰（中官太監李永昌養子），結為兄弟。李泰時常推薦萬安，後來萬安入閣，李泰卻暴病而亡（曾言：讓你萬安先入閣，不用怕我不會入閣）。八年（1472年），充會試考官、殿試讀卷官。 
明憲宗在位二十三年，長期不召見大臣，處決政事均經內宦。成化七年冬，彭時、商輅等人，藉口彗星久現，以天變示警為由力請皇帝朝見，憲宗只好接見閣臣。但事先司禮太監說：皇上好久不見群臣，第一次接見可能會有些不自然，所以時間就別拖太長。果然，當天還說不到幾句話，萬安藉機叩頭高呼萬歲，於是憲宗便宣佈退朝；弄得彭時、商輅只好跟著叩頭請退。於是宦官們就開始奚落大臣們，說：你們不是常說皇上不接見群臣，好了，皇上接見了，你們卻只知道高呼萬歲了（「若輩嘗言不召見。及見，止知呼萬歲耳」）。一時之間傳為笑談，人們說這個內閣成員（萬安、彭時、商輅）為「萬歲閣老」、「紙糊三閣老，泥塑六尚書」；從此，憲宗再也不曾見大臣。後有尹直入閣，本來也要商請憲宗召見大臣，萬安又用此事件為藉口，還罵尹直不識大體。
成化九年（1473年），授禮部尚書，仍兼翰林院學士。後又任戶部尚書。十一年（1475年），充殿試讀卷官。十二年（1476年），改戶部尚書，仍兼翰林院學士。充冊封貴妃萬氏為皇貴妃等副使。十三年（1477年），戶部尚書，加太子少保，授文淵閣大學士。

### 首輔
成化十四年（1478年），改吏部尚書，太子少保、文淵閣大學士。進太子太保、謹身殿大學士。充殿試讀卷官。十七年（1481年），充殿試讀卷官。十八年（1482年），吏部尚書、太子太保、謹身殿大學士。《文華大訓》成，進太子太傅。汪直漸漸失寵，言官此時上請罷廢西廠；憲宗當時不許，萬安堅持建議罷廢西廠，憲宗才許可。二十年（1484年），充殿試讀卷官。二十二年（1486年），吏部尚書、太子太傅、謹身殿大學士。改太子太師，晉少傅、華蓋殿大學士。 二十三年（1487年），吏部尚書、少傅、華蓋殿大學士。充皇太子納徵告期冊封禮副使、冊封宸妃邵氏為貴妃等副使。

### 休致
孝宗嗣位，萬安起草登極詔書，禁言官假風聞挾私，內外嘩然。御史湯鼐、庶吉士鄒智，御史文貴、姜洪等交章列其罪狀。此前，歙縣人倪進賢，諂附萬安，常講房中術，得到萬安賞識，命其會試，中進士。授為庶吉士，除御史。一日，孝宗在宮中得疏一小篋，皆論房中術者，末署「臣安進」。孝宗命太監懷恩持至內閣，問道「此大臣所為耶？」萬安慚愧伏地。及諸臣彈劾，孝宗又命懷恩讀與萬安。萬安屢次跪地哀求，卻並無去意。懷恩摘其牙牌道：「可出矣。」始惶遽索馬歸第，乞休去。時年已七十有餘。回鄉途中，尚且觀望三臺星，期冀復用。
萬安之子萬翼，由進士累官侍郎，為人狂暴放蕩。萬安退休後，將所收巨額賄賂之半藏匿於愛妾處，竟被萬翼悉數奪去。萬安因此氣悶暴死。朝廷追贈太師，謚文康。

## 遗迹
万安的故乡在今四川省眉山市东坡区尚义镇万冲村二组，其故居二十年前尚保存完整，现在已经被拆毁。

## 延伸阅读
[在维基数据编辑]
 《國朝獻徵錄·卷之十三》，出自焦竑《國朝獻徵錄》
 《明史卷一百六十八》，出自《明史》